# Maliskamp
Maliskamp (Rosmalens: De Malliskamp) is een dorp in de gemeente 's-Hertogenbosch, in de Nederlandse provincie Noord-Brabant. Tot 1996 behoorde het tot de voormalige gemeente Rosmalen. Het dorp ligt ten zuiden van de A59 en behoort tot stadsdeel Rosmalen Zuid. Maliskamp bestaat uit de wijken: Maliskamp West, Maliskamp Oost en Het Vinkel. Maliskamp West is Coudewater met de tijdelijke behuizing van zorgcentra. Maliskamp Oost is de woonwijk Maliskamp. Het Vinkel is het gebied over de Kleine Wetering. 

## Etymologie
Maliskamp wordt het eerste genoemd als meerlenscamp (16e eeuw)

## Geschiedenis
Halverwege de 19e eeuw waren er twee gehuchten: Maliekamp en Eikenburg. De bebouwing van Eikenburg is verdwenen, maar een bosrijk gebied, op de locatie van het voormalige gehucht, heeft de naam Eikenburg behouden. Maliekamp is in het begin van twintigste eeuw Maliskamp geworden.
Na 1930 begon de ontwikkeling van Maliskamp tot woonwijk. In 1934 werd de Bernadetteparochie als derde parochie van Rosmalen opgericht. Er kwam een eigen kerk, de Heilige Bernadettekerk, een onvoltooid werk van de Tilburgse architect Jan van der Valk. In 1936 kwam er een klooster van de Zusters van Moerdijk, die onderwijs gingen geven.